# قرار مجلس الأمن التابع للأمم المتحدة رقم 610
قرار مجلس الأمن التابع للأمم المتحدة رقم 610، الذي تم تبنيه بالإجماع في 16 مارس / آذار 1988، بعد إعادة التأكيد على القرارات 503 (1982)، 525 (1982)، 533 (1983) و547 (1984) التي تعرب عن القلق إزاء أحكام أحكام الإعدام الصادرة بحق نشطاء مناهضين للفصل العنصري، أشار المجلس إلى تدهور الوضع في جنوب إفريقيا. يتعلق القرار بستة شاربفيل، المتهمين بقتل نائب رئيس بلدية شاربفيل في 12 ديسمبر 1985.
أعرب القرار عن قلقه العميق إزاء قرار «نظام بريتوريا» بإعدام ستة أشخاص في 18 مارس 1988 على الرغم من المناشدات العالمية، مشيرًا إلى أن إجراءات المحكمة أظهرت أنه لم يتم إثبات أن أي من المشتبه بهم الستة قتل المستشار، ولكن جميعهم أدينوا فقط لأن لديهم «هدف مشترك» مع الجناة الفعليين.
وحث القرار حكومة جنوب إفريقيا على تخفيف الأحكام ووقف التنفيذ، وحث الدول الأعضاء الأخرى، التي تتصرف وفقًا لميثاق الأمم المتحدة، على إنقاذ حياة الأشخاص الستة. في اليوم التالي بعد اعتماد القرار، منحت محكمة جنوب إفريقيا وقف تنفيذ الحكم لمدة شهر واحد، واستأنف الستة.

## روابط خارجية
- نص القرار في undocs.org